# Caught in the Act
Caught in the Act — первый DVD/VHS релиз группы Arena, выпущен в 2003 году лейблом Metal Mind Productions. Релиз включает в себя запись концертного выступления группы, которое проходило 11 апреля 2003 года в Кракове как часть тура в поддержку альбома Contagion. В качестве исполняемых композиций представлены все композиции с альбома Contagion, а также более ранние песни с предыдущих альбомов. В качестве бонусов релиз содержит биографию и дискографию группы, интервью с Клайвом Ноланом и Миком Пойнтером, фотогалерею (в том числе фотографии с европейского турне и с процесса записи DVD), обои для рабочего стола и интернет-ссылки.

## Критика
Российский журнал Dark City отметил качественный звук (разве что слегка тихий и не особо хорошо разложенный по каналам в версии 5.1) и отличные съёмки с красивым светом. Однако ввиду продолжительности концерта и формата носителя (DVD-5) изображение на релизе получилось не очень хорошим и не совсем чётким. В итоге журнал поставил релизу 4 балла из 5 возможных.

## Сэт-лист концерта
1. Witch Hunt
2. An Angel Falls
3. Painted Man
4. This Way Madness Lies
5. Spectre At The Feast
6. Skin Game
7. Salamander
8. Bitter Harvest
9. City Of Lanterns
10. Riding The Tide
11. Cutting The Cards
12. Ascension
13. Serenity
14. Chosen
15. Double Vision
16. The Hanging Tree
17. (Don’t Forget To) Breathe
18. The Butterfly Man
19. Enemy Without
20. Solomon
21. Jericho
22. Crying For Help VII

## Участники
- Роб Соуден — вокал
- Джон Митчелл — гитара
- Йен Сэлмон — бас
- Клайв Нолан — клавишиные
- Мик Пойнтер — ударные